# Hôtel-Dieu (Tonnerre)

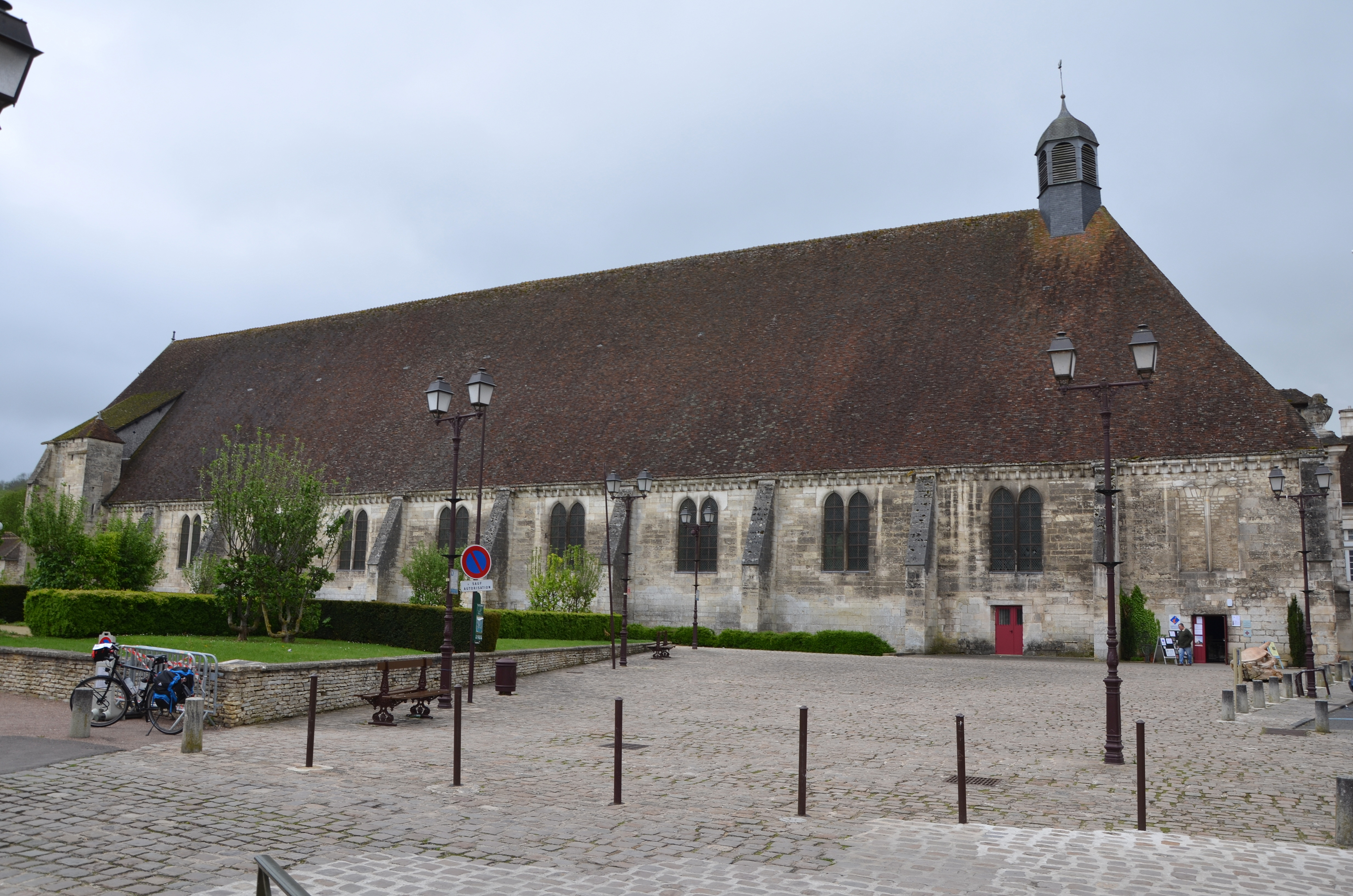
Hôtel-Dieu in Tonnerre

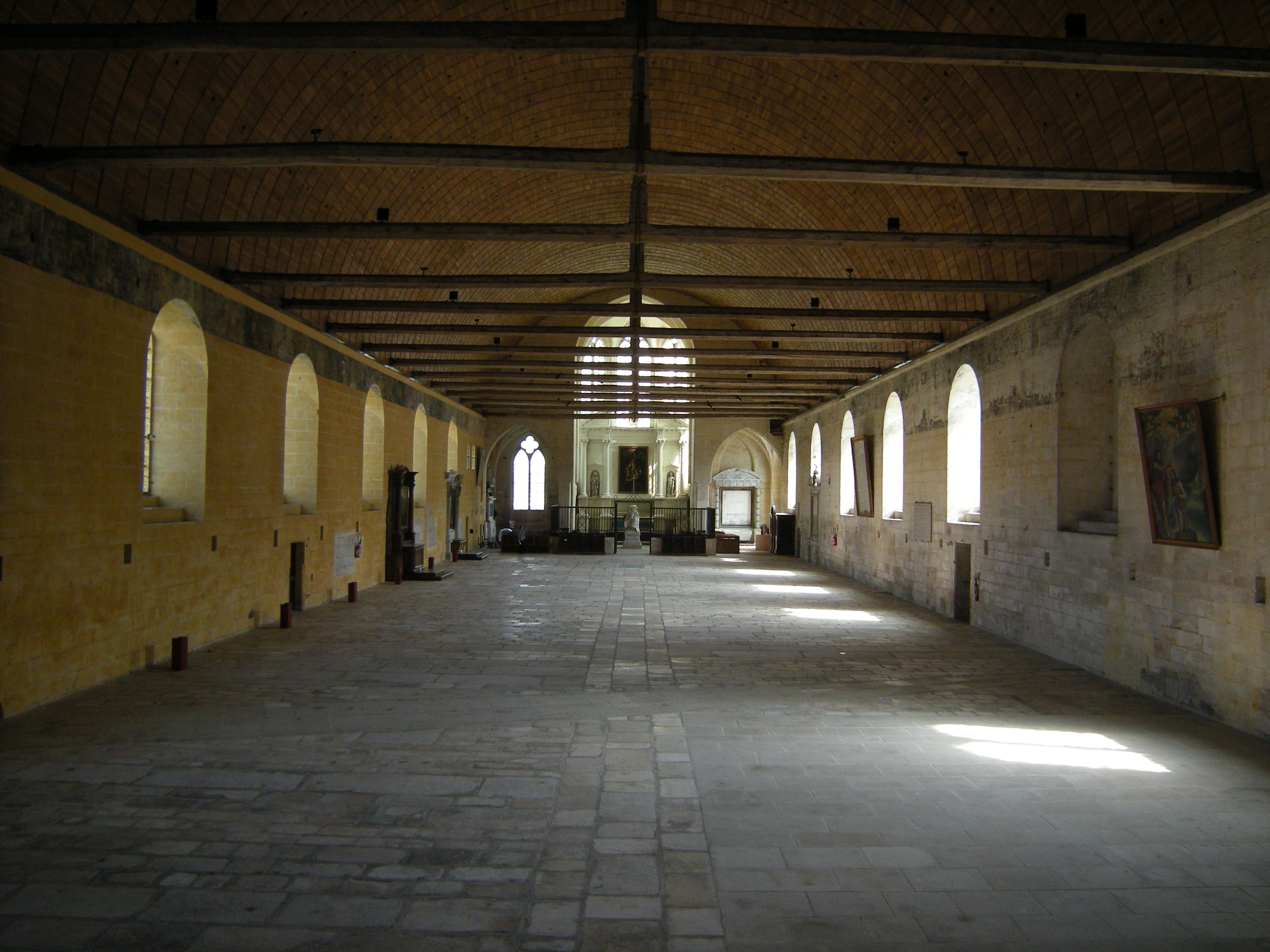
Ehemaliger Krankensaal

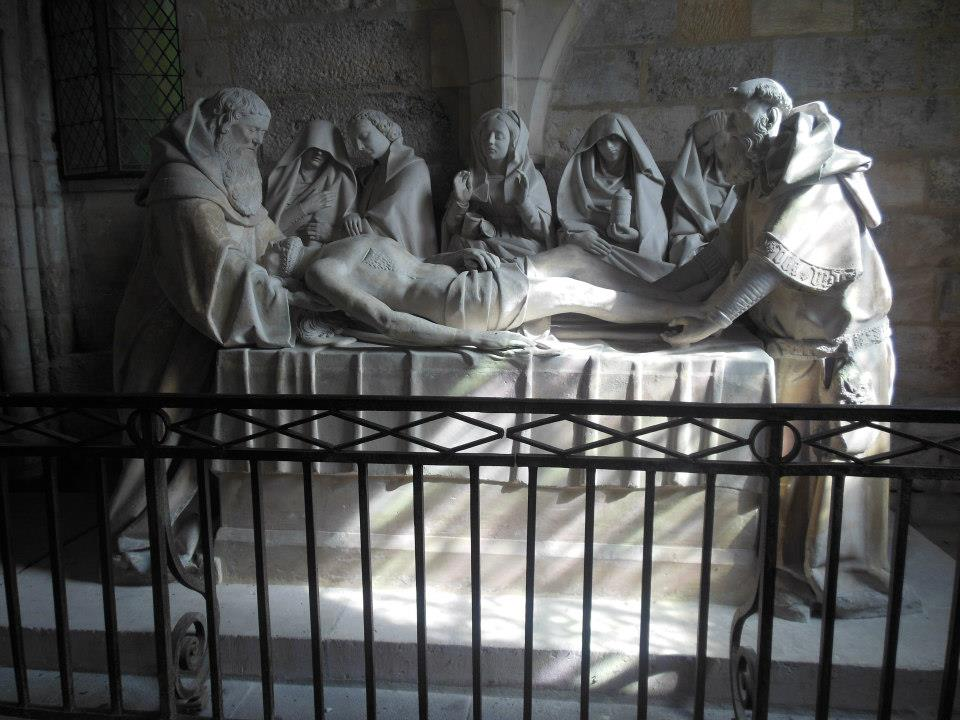
Grablegung Christi (1454)

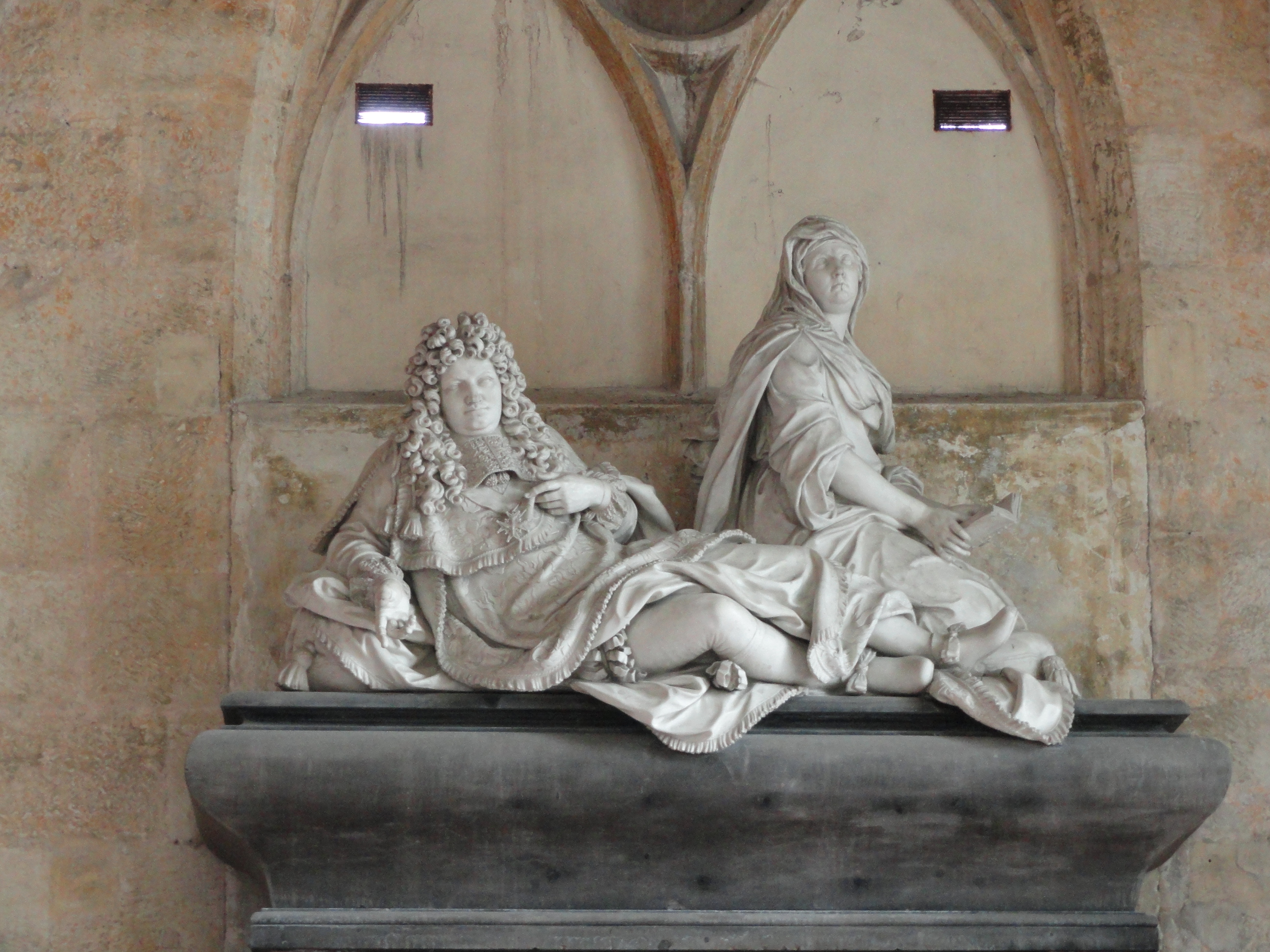
Grabmal von François Michel Le Tellier de Louvois (17. Jahrhundert)

Das Hôtel-Dieu in Tonnerre, einer Stadt im Département Yonne der französischen Region Burgund, ist ein mittelalterliches Krankenhaus. Das Gebäude ist bereits seit dem Jahr 1862 als Baudenkmal (Monument historique) geschützt.

## Geschichte
Das Hôtel-Dieu wurde von Margarete von Burgund gestiftet und von 1293 bis 1295 errichtet. Die als Hôpital Notre-Dame des Fontenilles bezeichnete Einrichtung hatte Platz für 40 Kranke, wobei später auch deutlich mehr Personen untergebracht wurden. Marguerite de Bourgogne ließ daneben einen Wohntrakt, genannt Le château (das Schloss), bauen, wo sie selbst als Witwe wohnte. Ihr Leichnam wurde 1308 in der Kapelle des Hôtel-Dieu bestattet.

## Architektur
Der ca. 88 Meter (mit später hinzugefügter gotischer Apsis 96 Meter) lange, 14 Meter breite und etwa 12 Meter hohe Krankensaal wird von einem 4500 m² großen Dach bedeckt, das ursprünglich mit buntglasierten Ziegeln (vgl. Hôtel-Dieu (Beaune)) gedeckt war. Die Wände waren getäfelt und der von hölzernen Zugankern zusammengehaltene Dachstuhl wurde in Form eines umgedrehten Schiffsrumpfes konstruiert. An der Südostseite schließt sich die gotische Kapelle an. Im ausgehenden 18. Jahrhundert wurde die Nordwestseite des Gebäudes verlängert, um dort u. a. einen Operationsraum unterzubringen.

## Ausstattung
Eine noch zu Lebzeiten der Stifterin (um 1305) gefertigte und ca. 2,10 Meter hohe Muttergottesstatue (Vierge Dorée) ist über dem Renaissance-Altar (16. Jahrhundert) der Kapelle aufgestellt. Mehrere Skulpturen, darunter eine Grablegung Christi aus dem Jahr 1454 – eine der ältesten ihrer Art – sowie zwei bedeutende Grabmäler für François Michel Le Tellier de Louvois (1691) bzw. für Margarete von Burgund (1826) sind im großen Saal ausgestellt. In den Jahren 1785/6 ließ der damalige Klostervorsteher Camille Férouillat in den Fußboden des großen Krankensaales einen Mittagsweiser (oft auch als Gnomon bezeichnet) einarbeiten.

## Museum
Das angeschlossene Museum zeigt einige Bruchstücke der mittelalterlichen Glasfenster sowie mehrere Kruzifixe, die zumeist aus Kirchen der Umgebung stammen. Ein Raum zeigt die Ausstattung des Krankensaales wie er im 19. Jahrhundert aussah.

## Heutige Nutzung
Im Hôtel-Dieu finden manchmal Ausstellungen und Konzerte statt. Es ist für Besichtigungen zugänglich.